# Janel Gauthier
Pour les articles homonymes, voir Gauthier.
Janel Gauthier est un psychologue, chercheur et professeur canadien né en 1950. Il s'est distingué notamment pas sa contribution à la psychologie de la santé. Il a également présidé le comité de rédaction de la Déclaration universelle des principes éthiques pour les psychologues.
Dans ses temps libre, Janel Gauthier pratique et enseigne le taekwondo où il a atteint le grade de ceinture noire.